# Karszt és Barlang

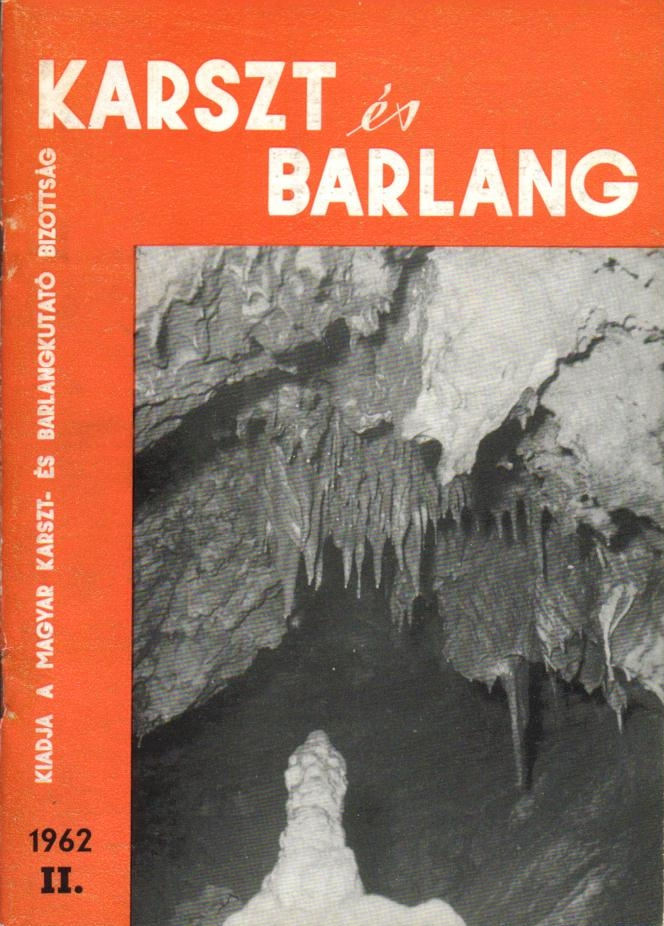
A Karszt és Barlang folyóirat borítója (1962. évi 2. félév)

A Karszt és Barlang a Magyar Karszt- és Barlangkutató Társulat színes borítójú, nyomdai úton készült időszaki lapja.

## Leírása
Alapvetően a szélesebb körű tagság szakmai igényeit elégíti ki, és amely a tagság és más szakemberek, esetenként külföldiek írásait teszi közzé a karszt- és barlangkutatás minden ágában elért eredményekről, a társulati életről, a kül- és belföldi kongresszusi eseményekről magyar nyelven és időszakonként változó idegen nyelvű (angol, német, orosz, eszperantó) összefoglalókkal. 
A tagok 1971 óta ingyenesen megkapják.

## Története
Az egykori Barlangvilág feladatát betöltő lap 1961-ben jelent meg először. Az első két szám Karszt- és Barlangkutató címmel látott napvilágot. 
A szerkesztője (1980. II. félévtől főszerkesztője) a kezdettől 1992. I–II. félévig (haláláig) Balázs Dénes volt. A szerkesztő 1980. II. félévtől 1992. I–II. félévig Székely Kinga volt. Az 1995–1996-os számnak és a 2000–2001-es számtól Hazslinszky Tamás a főszerkesztője. Jelenleg nincs szerkesztője.
A lapnak fél évenként kellett volna megjelennie, azonban ez csak terv maradt (sokszor történtek összevonások pénzügyi nehézségek miatt). Kétszer (1977, 1989) a Barlangtani Unió Világkongresszusa tiszteletére, és egyszer az ALCADI konferencia (1992) anyagainak közlése érdekében különszám (Special Issue) is napvilágot látott. A főszerkesztő halálával a lap előállítása megakadt. Az elmaradt kötetek szerkesztése 1998-ban kezdődött el. A kiadvány 2016-tól megtekinthető, vagy letölthető az Országos Széchényi Könyvtár Elektronikus Periodika Archívum és Adatbázis honlapján, vagy honlapjáról. Különkiadásokkal 67 füzete jelent meg B/5 formátumban. Ezek a következők:
1961. I. és II.; 1962. I. és II.; 1963. I. és II.; 1964. I. és II.; 1965. I. és II.; 1966. I. és II.; 1967. I–II.; 1968. I–II.; 1969. I. és II.; 1970. I. és II.; 1971. I. és II.; 1972. I–II.; 1973. I–II.; 1974. I. és II.; 1975. I–II.; 1976. I–II.; 1977. I–II.; 1977. különszám; 1978. I–II.; 1979. I–II.; 1980. I. és II.; 1981. I–II.; 1982. I. és II.; 1983. I–II.; 1984. I. és II.; 1985. I–II.; 1986. I. és II.; 1987. I–II.; 1988. I. és II.; 1989. különszám; 1989. I–II.; 1990. I. és II.; 1991. I–II.; 1992. I–II.; 1992. különszám; 1993. I–II.; 1994. I–II.; 1995–1996; 1997. I–II.; 1998–1999; 2000–2001; 2002–2003; 2004–2005; 2006. I–II.; 2007. I–II.; 2008. I–II.; 2009. I–II.; 2010. I–II.; 2011. I–II.; 2012–2014; 2015–2016.

## Bibliográfia
Bibliográfiát Sain Béla állított össze a periodika első 21 füzetéről, amely megjelent a Karszt és Barlang 1972. évi I–II. füzetében (szakrendi bibliográfia, szerzői név szerinti bibliográfia). Az 1961–1985 közötti időszakról Székely Kinga készített bibliográfiát, amely a Karszt és Barlang 1986. évi I. füzetében látott napvilágot (szerzői név szerinti bibliográfia, szakrendi bibliográfia, regionális bibliográfia – ez utóbbi a barlangnevek szintjén dolgozza fel a kiadványban megjelent írásokat).

## Online elérhetőség
- Országos Széchényi Könyvtár Elektronikus Periodika Archívuma